# Cicadomorpha
Cicadomorpha là phân thứ Bộ của bộ Cánh nửa bao gồm ve sầu, rầy, bọ nhảy cây, và spittlebug. Có khoảng 35,000 loài được mô tả trên thế giới. Được phân tán khắp nơi, tất cả thành viên của nhóm này đều ăn cây cỏ, và nhiều loài trong số này phát sinh ra âm thanh có thể nghe được hay rung động để giao tiếp với nhau.

## Phân loại
Như đã đề cập dưới phân Bộ Auchenorrhyncha, nhiều tác giả dùng tên Clypeorrhyncha để thay thế cho Cicadomorpha.

## Hình ảnh

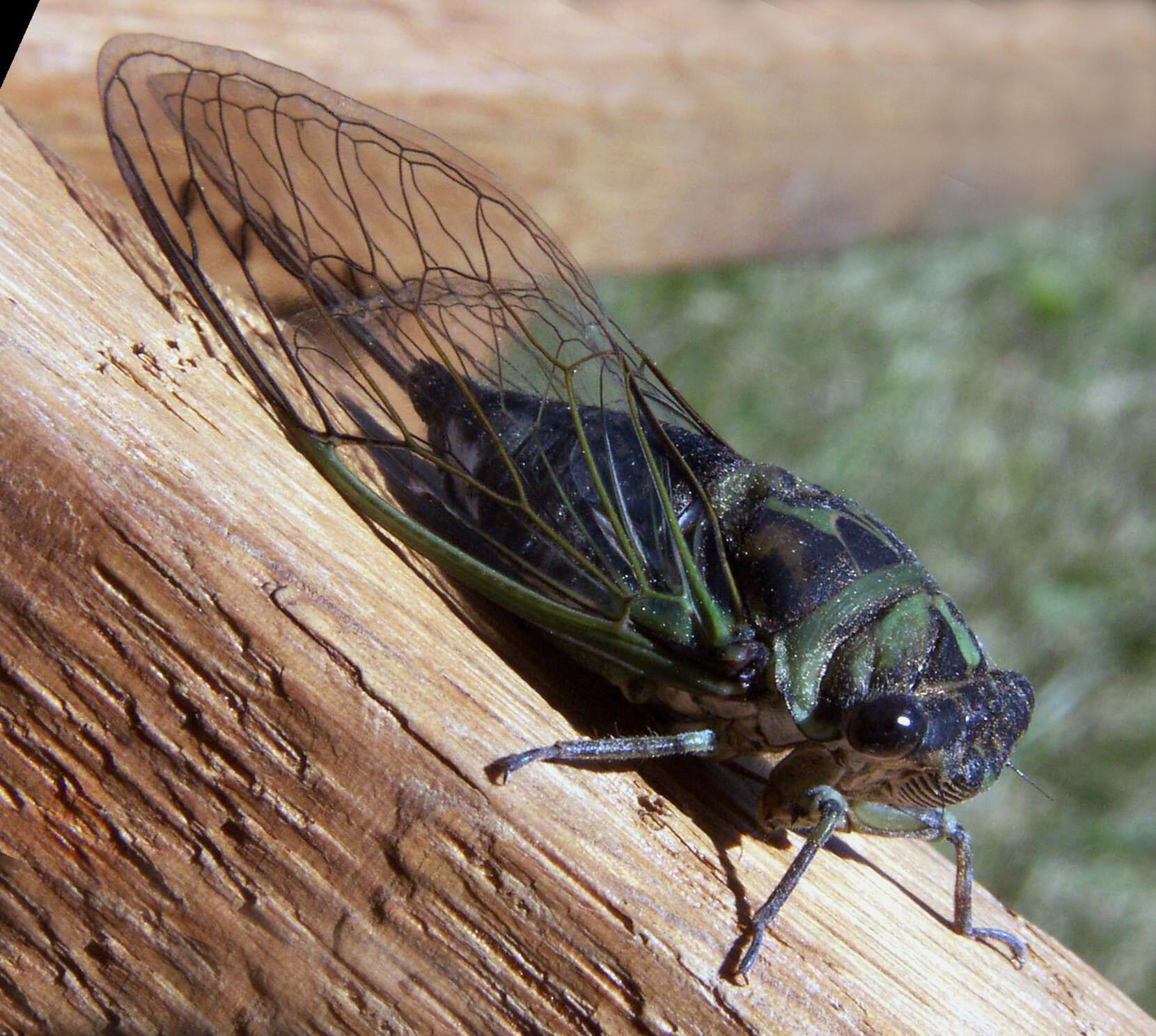
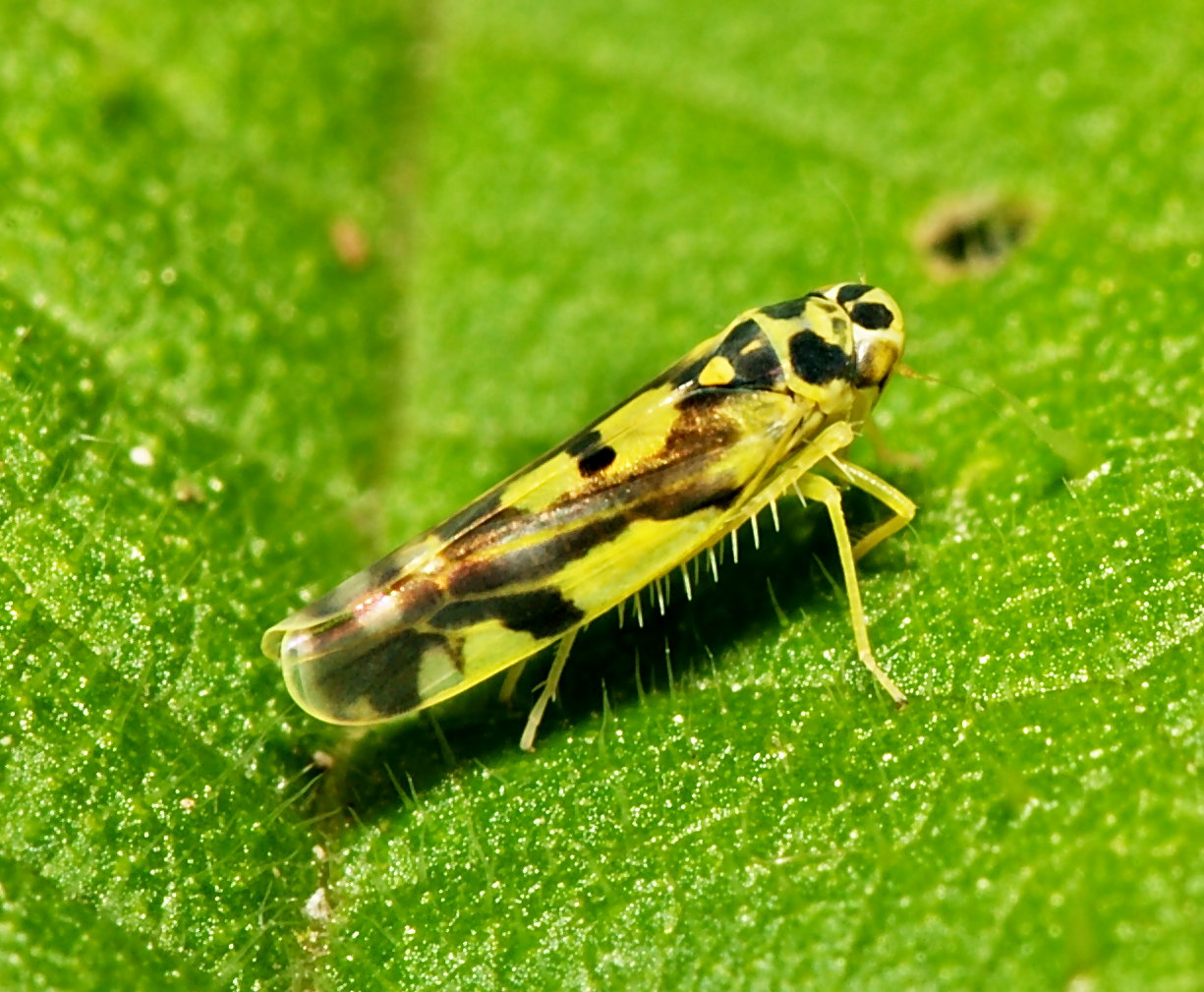
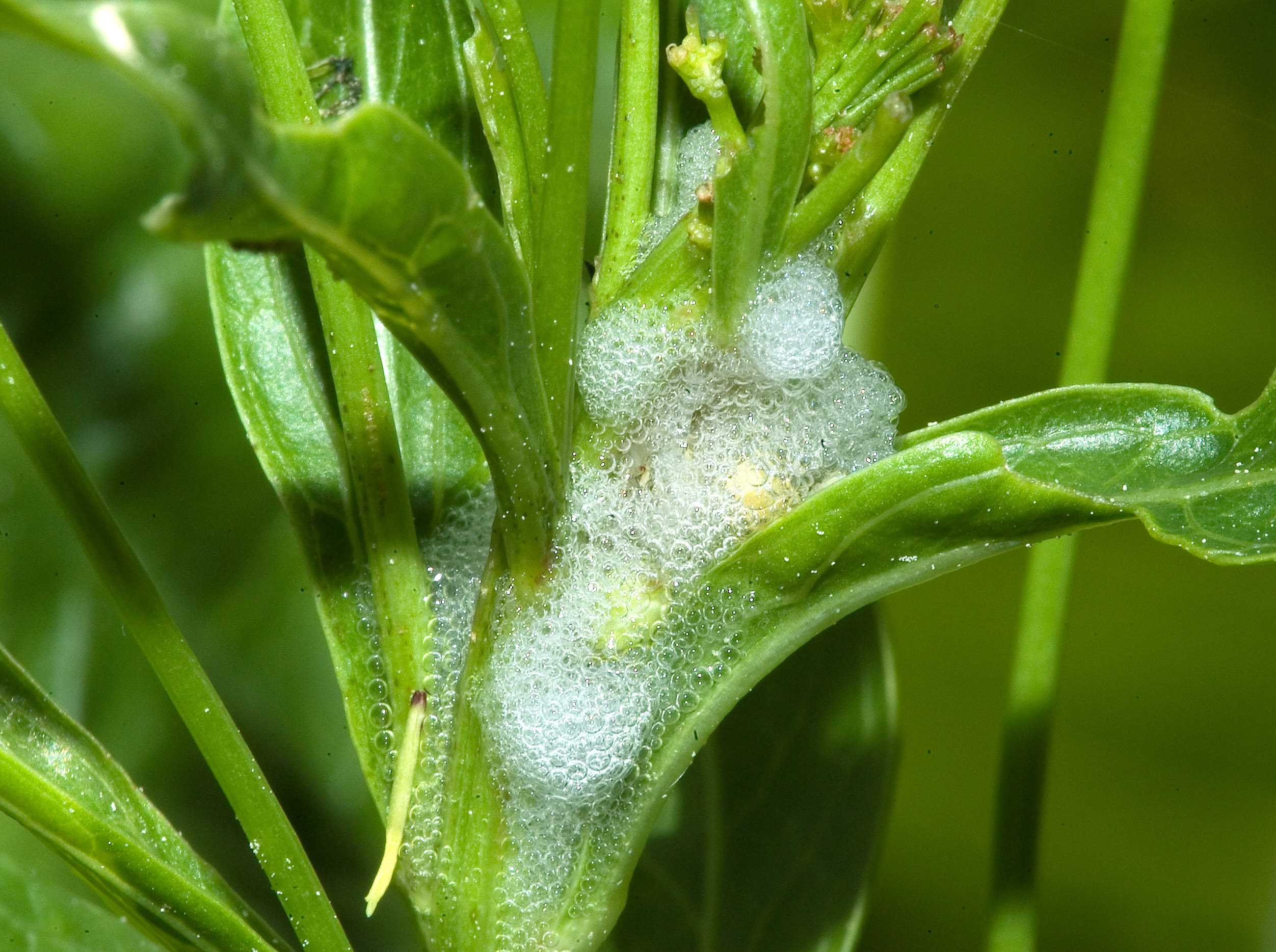
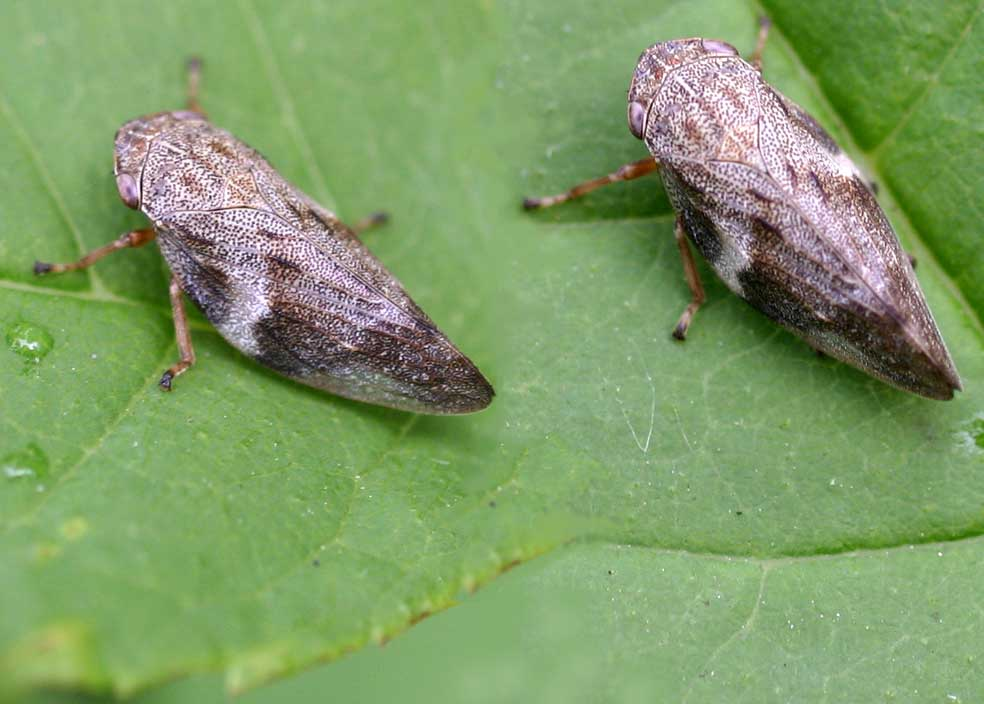